# Myelobia spectabilis
Myelobia spectabilis là một loài bướm đêm trong họ Crambidae.